# Никольское (Уярский район)
Нико́льское — село в Уярском районе Красноярского края, входит в состав Рощинского сельсовета.

## География
Село находится в западной части района, на берегу реки Балай, расстоянии примерно 18 км (по прямой) к северо-западу от города Уяр, административного центра района.

### Климат
Климат резко континентальный. Среднемесячная температура воздуха июля составляет +19 °С, а самого холодного месяца — января −16 °С. Средняя продолжительность безморозного периода — 120 дней, с температурой +10 °С — 114 дней, средняя дата последнего заморозка — весной 22 июня, первого, осенью — 20 сентября. Продолжительность безморозного периода 95—116 дней. Среднегодовая температура 0,5—-1,9 °С. Годовая сумма осадков составляет до 430—680 см, причём большая часть их выпадает в тёплый период года.

## Население
| 2010 |
| ---- |
| 206  |

### Национальный состав
Согласно результатам переписи 2002 года, в национальной структуре населения русские составляли 74 % из 226 чел.

## Транспорт
Рядом с селом проходит федеральная автомобильная дорога Р255 «Сибирь» (910-й км). На трассе имеется остановка для междугородних автобусов.

## Известные уроженцы
- Малыгин, Константин Алексеевич (1905—1990) — советский военачальник, генерал-майор, Герой Советского Союза.